# 常庄镇 (威县)
常庄镇，原名常庄乡，是中华人民共和国河北省邢台市威县下辖的一个乡镇级行政单位。2015年1月撤乡设镇。

## 行政区划
常庄镇下辖以下地区：
牛家寨村、鸭窝村、后店村、常庄村、东小庄村、孙庄村、田村、孟官庄村、豆坊屯村、大河村、安上一村、安上二村、尚家寨村、何家庄村、桑园村、孟村、团堤村、后屯村、前屯村、东陈庄村、北仓庄村和南仓庄村。